# Idaea hesuata
Idaea hesuata är en fjärilsart som beskrevs av Edward P. Wiltshire 1983. Idaea hesuata ingår i släktet Idaea och familjen mätare. Inga underarter finns listade i Catalogue of Life.